# Яворский, Антони
Антони Казимеж Яворский (пол. Antoni Kazimierz Jaworski, 17 января 1890 — 1 сентября 1936) — польский военачальник, майор Войска Польского, кадет Австро-венгерской армии.

## Биография
Антони Казимеж Яворский родился 17 января 1890 года в городе Львов, Королевство Галиции и Лодомерии, Австро-Венгрия. В 1910 году окончил 6-ю государственную гимназию города Львов, в этом же году поступил в Львовский национальный университет на юридический факультет, который окончил в 1914 году.
1 августа 1914 года призван в армию Австро-Венгрии. В феврале 1915 года в звании кадет был отправлен на фронт. В июне 1916 года во время русского наступления на Волынском фронте, попадает под городом Луцк в плен, находясь в котором вступает в Союз военных поляков.
В 1918 году, после освобождения из плена вступил в 2-й полк польских стрелков в Сибири где назначен командиром пулемётного батальона, в январе 1919 года полк переходит в состав 5-й дивизии польских стрелков под командованием полковника Казимира Румши. Прошел весь боевой путь дивизии от Новониколаевска до станции Клюквенная, где дивизия была заблокированная. До станции Клюквенная наступали большевики, а после станции, дальше по Транссибу стояли эшелоны чехословацкого корпуса под командованием генерал-майора Яна Сырового. Командование Войска Польского на Востоке обратилась к командующему чехословацкого корпуса, на что получили категорический отказ пропускать польские эшелоны дальше по Транссибу. Капитан Яворский вместе с поручиком Брацом обрались к командиру Войска Польского на Востоке, полковнику Валериану Чуме с предложением организовать арьергардный отряд на станции из добровольцев и задержать большевиков на несколько дней, тем самым дать возможность остальной дивизии отступить, но Чума ответил отказом на предложение. В результате наступления большевиков на станцию Клюквенная, 10 января 1920 года 5-я дивизия польских стрелков капитулировала и Яворский попал в плен. Бежал из плена и до октября 1920 года поселился в городе Красноярск, где организовал подпольную организацию для помощи пленным солдатам 5-й дивизии польских стрелков. Под видом немецкого пленного покидает Россию и через Эстонию 1 декабря 1920 года возвращается в Польшу.
По приезде в Польшу после непродолжительного отдыха отправляется на службу в 40-й пехотный полк города Львов. В 1921 году назначен в командование генерального округа города Львов. В 1923 году назначен в 5-ю пехотную дивизию на должность офицера штаба командира дивизионной пехоты. В 1924 году вернулся в 40-й пехотный полк. В октябре 1931 года переведен в 54-й пехотный полк и назначен на должность офицера штаба. В ноябре 1933 года переведен в 13-й пехотный полк, занял должность командира батальона. В июле 1935 года переведен в распоряжение командующего Округа корпуса №1, с 30 сентября этого же года переведен на состояние покоя, после занимал должность командира отряда Союза сибиряков во Львове.

## Награды
- Крест Независимости [10]
- Крест Храбрых (дважды) [6]
- Медаль «Участнику войны. 1918—1921»
- Медаль «10-летие обретения независимости»
- Медаль Победы